# Žarnovica
Žarnovica és una ciutat d'Eslovàquia. Es troba a la regió de Banská Bystrica, és capital del districte de Žarnovica.

## Història
La primera menció escrita de la vila es remunta al 1332.

## Demografia
| Godina             | 1994 | 2004   | 2014   | 2024    |
| ------------------ | ---- | ------ | ------ | ------- |
| Nombre de persones | 6591 | 6522   | 6430   | 5576    |
| Diferència         |      | −1,04% | −1,41% | −13,28% |

| Godina             | 2023 | 2024   |
| ------------------ | ---- | ------ |
| Nombre de persones | 5669 | 5576   |
| Diferència         |      | −1,64% |